# From a distance
from a distance（フロム・ア・ディスタンス）は、2009年7月15日に発売された浜田省吾のトリビュート・アルバム。規格品番：RSCG-1048。

## 解説
浜田省吾の楽曲を10人の女性歌手がカバーしており、浜田初のトリビュート・アルバム。音楽プロデューサーはロード&スカイ社長の高橋信彦。浜田自身は直接制作に携わっていない。

## 収録曲
1. 恋に落ちたら　編曲・歌唱：Aisa
2. 君に会うまでは　編曲・歌唱：鈴木亜紀
3. 途切れた愛の物語　編曲・歌唱：大木彩乃
4. 最後のキス　編曲：原田智英　歌唱：鈴木桃子
5. ロマンスブルー　編曲：秋田慎治　歌唱：noon
6. 夢にいざなえ　編曲：Mario Adnet・宮田茂樹　歌唱：隼人加織
7. 凱旋門　編曲：秋田慎治　歌唱：RiSAKO
8. 防波堤の上　編曲：EPO・笹子重治　歌唱：EPO
9. 悪い夢　編曲：水谷公生　歌唱：我那覇美奈
10. 晩夏の鐘　編曲：金子飛鳥　歌唱：鈴木重子